# Ipertimesia
L'ipertimesia o sindrome ipertimesica è una condizione in cui l'individuo possiede una memoria autobiografica superiore, tale da permettere il ricordo di gran parte degli eventi vissuti nella propria esistenza. È anche nota con l'acronimo in lingua inglese HSAM, da Highly Superior Autobiographical Memory.
I ricercatori inglesi che hanno descritto per primi la sindrome, nel 2006, hanno coniato la denominazione ispirandosi ai termini in lingua greca iper (eccessivo) e thymesis (ricordare). Le caratteristiche dell'individuo ipertimesico sono il grande impiego di tempo nel ricordare eventi del proprio passato e la grande capacità di ricordare eventi specifici del proprio passato.

## Caratteristiche
L'individuo ipertimesico riesce a ricordare dettagliatamente quasi ogni giorno della propria esistenza, così come gli eventi pubblici che abbiano per lui un significato personale. I ricordi vengono descritti come associazioni incontrollabili e vivide rappresentazioni, "viste nella testa", del giorno in questione ed emergono inconsapevolmente e senza esitazione.
È importante distinguere l'ipertimesia dalle altre forme di memoria eccezionale, caratterizzate generalmente da strategie mnestiche finalizzate al ricordo di lunghe serie di informazioni soggettive. I ricordi richiamati dall'ipertimesico tendono a essere personali, autobiografici, e relativi sia a eventi significativi della propria vita, sia a eventi del tutto banali; in questo caso il processo non deriva da strategie di memorizzazione, bensì avviene involontariamente, così come automatico è il richiamo dei ricordi stessi. Nonostante sia in grado di ricordare il giorno della settimana in cui è avvenuto un determinato evento, l'ipertimesico possiede un calcolo calendariale simile agli individui affetti da autismo o sindrome del savant. Nonostante non vi siano correlazioni, alcune similitudini possono essere osservate tra queste patologie e l'ipertimesia; ad esempio l'inusuale e ossessivo interesse per i dati mnestici.
Lo psicologo russo Aleksandr Romanovič Lurija documentò nel 1965 il caso di Solomon Šereševskij, piuttosto differente dal primo caso documentato di ipertimesia. Egli riusciva a immagazzinare illimitate quantità di informazioni in modo del tutto volontario, cosa che l'ipertimesico non riusciva a fare, potendo solo ricordare le informazioni autobiografiche ed eventi a cui aveva personalmente assistito o di cui aveva letto. L'ipertimesico appare anzi scarso nella memorizzazione volontaria dei dati. Šereševskij è stato classificato un interessante caso di sinestesia e si ritiene sia possibile che la memoria autobiografica superiore possa esservi strettamente collegata.

## Epidemiologia
Esistono circa 60 casi documentati di ipertimesia, tuttavia il più famoso rimane quello che viene considerato il primo caso, AJ (poi identificata come Jill Price), riportato originariamente da ricercatori dell'University of California, Irvine. Ella pare ricordare ogni giorno della sua vita a partire dal 5 febbraio 1980, quando aveva quattordici anni.
Successivamente numerose persone hanno dichiarato di possedere capacità ipertimesiche, tuttavia solo in alcune queste sono state accertate.

## Diagnosi
Per lo studio del primo caso considerato di ipertimesia sono stati utilizzati test di memoria, valutazione della lateralizzazione, studio della capacità di linguaggio e di calcolo e delle funzioni motorie e sensitive, oltre al test del quoziente d'intelligenza. Numerosi test domanda-risposta sono stati effettuati per valutare le sue capacità mnestiche, pertinenti a dati ed eventi specifici della storia.

## Complicanze
Le abilità ipertimesiche sembrano avere un effetto dannoso sulle capacità cognitive. Gli ipertimesici sono inclini a perdersi nei ricordi, manifestando difficoltà a partecipare alla vita presente e a programmare quella futura. I ricordi vengono descritti come estenuanti e incontrollabili. La difficoltà di memorizzazione volontaria non permette buoni risultati nei test di memoria; la memoria eccezionale non aiuta quindi durante gli studi, rendendo gli ipertimesici studenti nella media. Sono stati identificati anche deficit delle funzioni esecutive e anomalie della lateralizzazione, caratteristici dei disordini frontostriatali.

## Eziologia
È stato proposto che le capacità ipertimesiche siano dovute all'incapacità degli individui di dimenticare le informazioni normalmente considerate superflue. Individui ipertimesici sono generalmente caratterizzati da una personalità ossessivo-compulsiva, che può facilitare il consolidamento della memoria e spiegare l'involontario richiamo di ricordi organizzati.
Uno studio basato sull'uso della risonanza magnetica funzionale è stato condotto sul primo caso di ipertimesia per studiare le sue capacità mnemoniche superiori. Il lobo temporale e il nucleo caudato sono risultati ingranditi. L'ippocampo, situato nel lobo temporale, è coinvolto nella memoria episodica, mentre la corteccia temporale è coinvolta nell'immagazzinamento dei ricordi. Il nucleo caudato è invece associato con la memoria procedurale è intrinsecamente collegato al disturbo ossessivo-compulsivo.
È stato ipotizzato che un deficit del circuito frontostriatale possa essere causa delle alterazioni delle funzioni esecutive osservate negli ipertimesici. Tale circuito è coinvolto in disordini dello sviluppo neurologico come la sindrome da deficit di attenzione e iperattività, l'autismo e lo stesso disturbo ossessivo-compulsivo.

## Critiche
La questione sul fatto che l'ipertimesia possa essere considerata una distinta forma di memoria è ancora dibattuta. Alcuni sostengono che tale capacità non sia innata, ma possa essere sviluppata naturalmente dalle persone e non servano ulteriori spiegazioni, altri sostengono che la capacità sia dovuta all'abitudine di tali persone di provare a domandarsi, perdendo la capacità di discernere tra la memoria utile e quella inutile e dimenticare quest'ultima.
Nel 1961, Wilder Penfield riportò che la stimolazione dei lobi temporali produceva una richiamo di ricordi vividi; concluse che il cervello registra le esperienze in maniera continua, solo che queste registrazioni non ci sono consciamente accessibili.

## Riferimenti culturali
Sebbene la sindrome sia stata descritta solo nel 2006, anche in precedenza erano state descritte storie di persone dotate di capacità simili. Un esempio è il protagonista del racconto Funes, el memorioso (in italiano "Funes, o della memoria") di Jorge Luis Borges, contenuto nella raccolta Finzioni del 1944, uomo dalla memoria eccezionale, la cui mente costantemente viene distrutta dai ricordi. Negli anni successivi alla prima descrizione della sindrome, questa è stata citata numerose volte in diverse serie televisive. La protagonista della serie Unforgettable del 2011, ad esempio, possiede una straordinaria memoria che l'aiuta nel risolvere casi di polizia. La sua abilità, secondo gli autori, è dovuta a ipertimesia. La condizione viene citata anche nell'episodio Il dolore di ricordare della settima stagione di Dr. House - Medical Division. La serie televisiva sudcoreana Geu namja-ui gi-eokbeop ha come protagonista un uomo affetto da ipertimesia.